# Epifenómeno
A palavra epifenómeno refere-se a condição ou a algo "sobre" ou "acima" do fenômeno, derivando de uma causa primária. É produto direto do termo «fenômeno». Exemplo: a "mente" é produzida por algum fenômeno, e nossa compreensão exclusivamente científica endereça os processos cerebrais como «fenômeno» da "mente" . Assim com os fenômenos da mente são nomeados como epifenômeno, pois ao mesmo tempo que o cérebro por si só não gera uma consciência, os impulsos eletromagnéticos também não são nada sem os neurônios havendo então a necessidade da existência mente/corpo (homem/mundo, cognição/afeto segundo Henri Wallon [2007]) ao mesmo tempo para que haja a consciência, que nada mais é do que o resultado dessa interação.
Essa definição difere de corrente filosóficas dualistas que afirmam que a "mente" é um fenômeno por si mesmo, independente do cérebro, ela é a razão única, ou causa de si mesma.  
Referencias:
1. ↑  http://www.informationphilosopher.com/solutions/scientists/sperry/
2. ↑  http://www.informationphilosopher.com/solutions/philosophers/popper/